# Sulo Nurmela
Sulo Nurmela (né le 13 février 1908 et décédé le 13 août 1999) était un fondeur finlandais.

## Jeux olympiques
- Jeux olympiques d'hiver de 1936 à Garmisch-Partenkirchen 
  -  Médaille d'or en relais 4 × 10 km.

## Championnats du monde
- Championnats du monde de ski nordique 1934 à Solleftea 
  -  Médaille d'or sur 18 km.
  -  Médaille d'or en relais 4 × 10 km.
- Championnats du monde de ski nordique 1935 à Vysoke Tatry 
  -  Médaille d'or en relais 4 × 10 km.